# ダニー・オズモンド

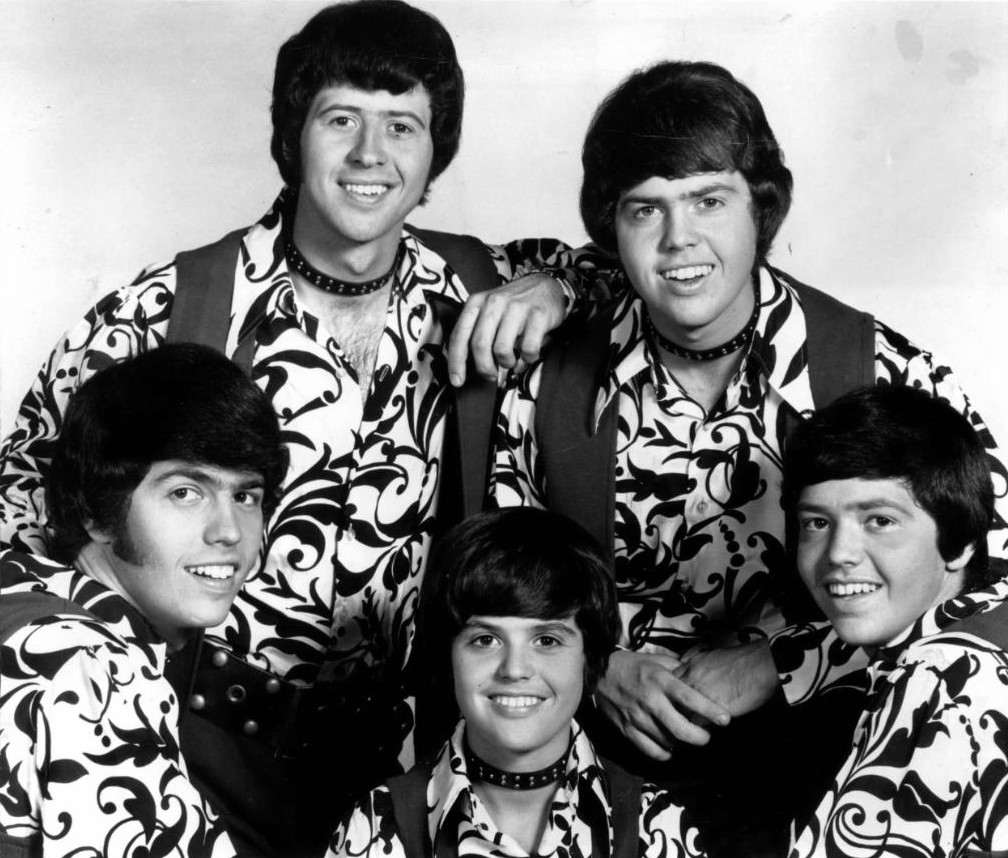
オズモンド（1971年）

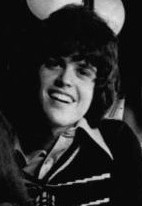
オズモンド（1974年）

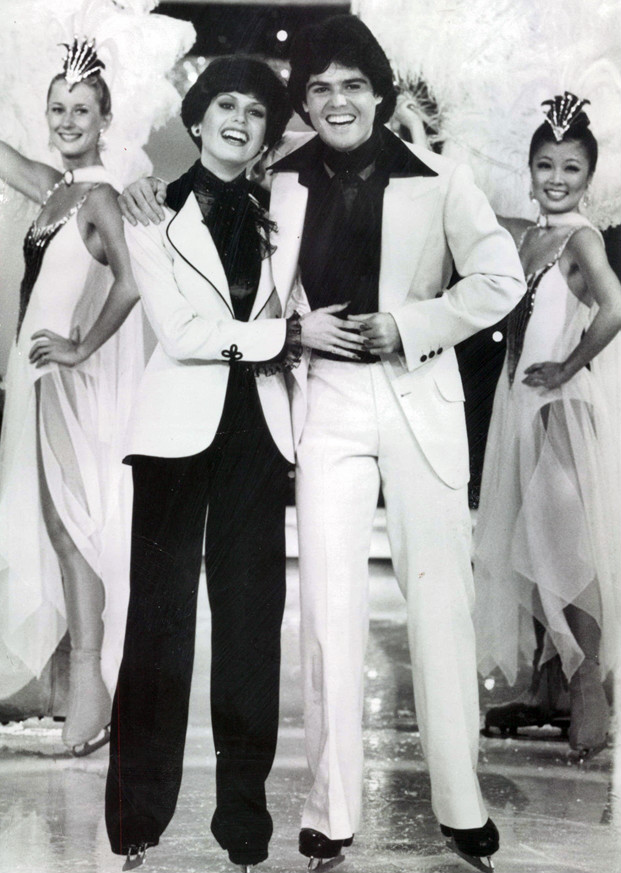
マリー・オズモンドと（1977年）

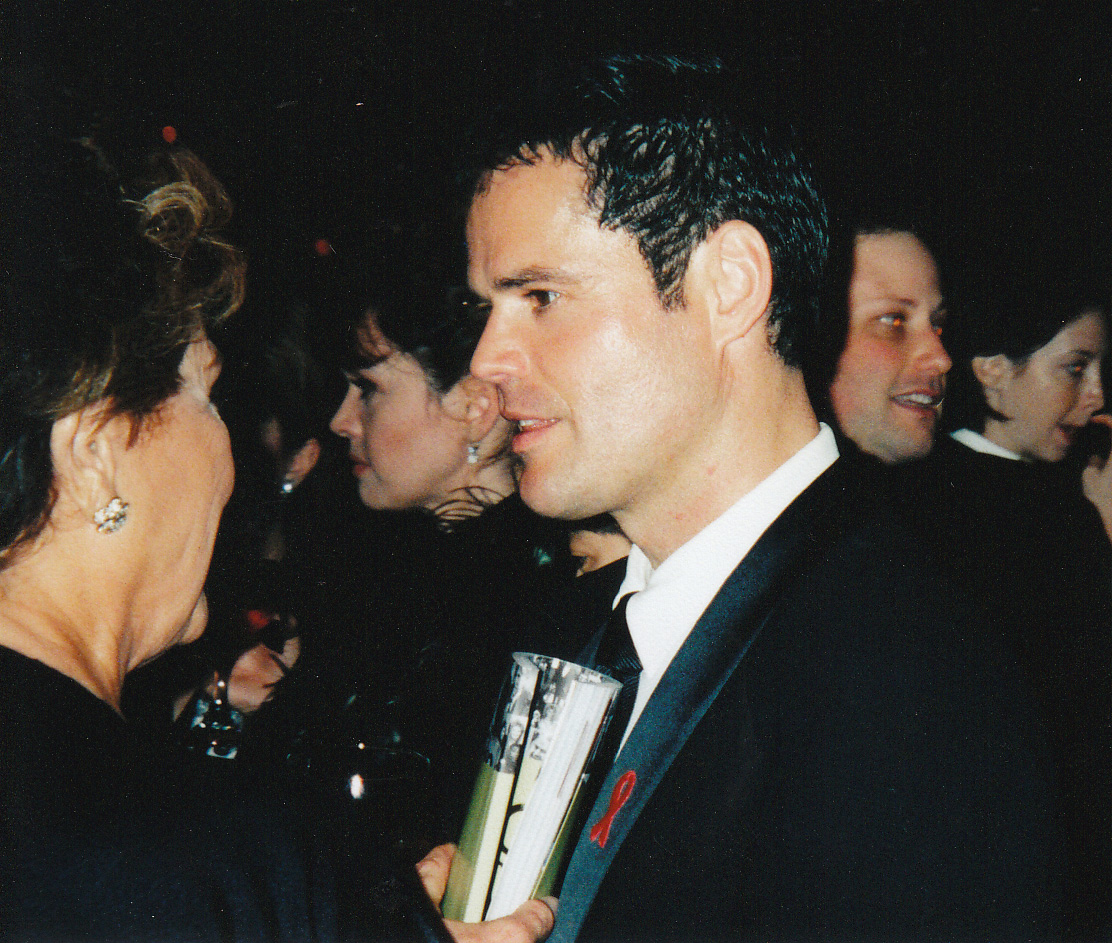
オズモンド（1998年）

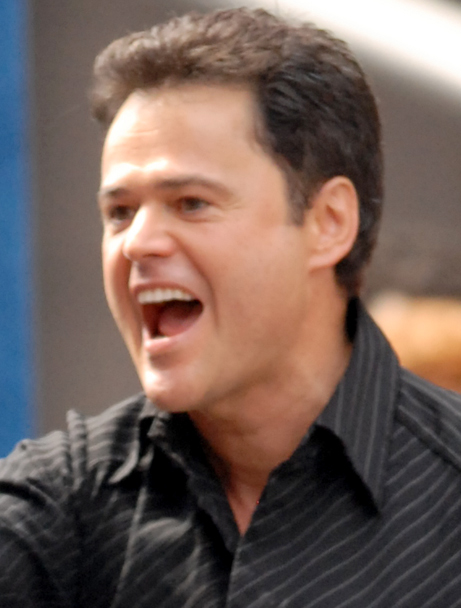
オズモンド（2006年）

ダニー・オズモンド（Donny Osmond、1957年12月9日 - ）は、アメリカ出身の俳優、歌手。オズモンド・ブラザーズの元メンバーで子役出身。妹のマリー・オズモンドとのデュオ、ダニー&マリーの活動でも知られる。

## ディスコグラフィ

### スタジオ・アルバム
- 『ダニー・オズモンド・ファースト・アルバム』 - The Donny Osmond Album (1971年、MGM)
- 『ダニー・オズモンド・セカンド・アルバム』 - To You with Love, Donny (1971年、MGM)
- 『パピー・ラヴ/ポートレイト・オブ・ダニー』 - Portrait of Donny (1972年、MGM)
- 『トゥー・ヤング、ホワイ』 - Too Young (1972年、MGM)
- 『恋する年ごろ』 - Alone Together (1973年、MGM)
- 『アー・ユー・ロンサム・トゥナイト』 - A Time for Us (1973年、MGM)
- 『モナ・リザ』 - Donny (1974年、MGM)
- 『ディスコ・トレイン』 - Disco Train (1976年、Kolob/Polydor)
- 『ドナルド・クラーク・オズモンド』 - Donald Clark Osmond (1977年、Kolob/Polydor)
- 『ソルジャー・オブ・ラヴ』 - Donny Osmond (1989年、Capitol)
- 『瞳のなかに』 - Eyes Don't Lie (1990年、Capitol)
- Christmas at Home (1998年、Nightstar)
- 『ディス・イズ・ザ・モーメント』 - This Is the Moment (2001年、Decca)
- Somewhere in Time (2002年、Decca)
- 『ホワット・アイ・メント・トゥ・セイ』 - What I Meant to Say (2004年、Decca)
- 『ユー・アー・ソー・ビューティフル〜70sラヴ・ソング』 - Love Songs of the 70s (2007年、Decca)
- The Soundtrack of My Life (2015年、Decca)
- Start Again (2021年、BMG)

### シングル
- "Sweet and Innocent" (1971年)
- 「ゴー・アウェイ・リトル・ガール」 - "Go Away Little Girl" (1971年) ※全米1位
- "Hey Girl" (1971年)
- 「パピー・ラヴ」 - "Puppy Love" (1972年) ※全米3位、全英1位
- "Too Young" (1972年)
- 「ホワイ」 - "Why" (1972年) ※全英3位
- 「恋する年ごろ」 - "The Twelfth of Never" (1973年) ※全英1位
- 「ヤング・ラヴ」 - "Young Love" (1973年) ※全英1位
- 「恋する時に」 - "When I Fall in Love" (1973年) ※日本盤は「アー・ユー・ロンサム・トゥナイト」B面収録
- 「アー・ユー・ロンサム・トゥナイト」 - "Are You Lonesome Tonight" (1973年)
- "Where Did All the Good Times Go" (1974年)
- "I Have a Dream" (1974年)
- 「ダニーのロミオとジュリエット」 - "A Time For Us" (1974年)
- 「モナ・リザ」 - "Mona Lisa" (1975年)
- "C'mon Marianne" (1976年)
- "You've Got Me Dangling on a String" (1977年)
- "I'm in It for Love" (1987年)
- "Groove" (1987年)
- 「ソルジャー・オブ・ラブ」 - "en:Soldier of Love (Donny Osmond song)" (1988年) ※全米2位
- "If It's Love That You Want" (1988年)
- "Sacred Emotion" (1989年)
- "Hold On" (1989年)
- "I'll Be Good to You" (1990年)
- "My Love Is a Fire" (1990年)
- "Sure Lookin'" (1991年)
- "Love Will Survive" (1991年)
- "Any Dream Will Do" (1992年)
- "I've Been Looking for Christmas" (1997年)
- "This Is the Moment" (2001年)
- "Seasons of Love" (2001年)
- "Without You" (2002年)
- "Breeze On By" (2004年)
- "Keep Her in Mind" (2004年)
- "What I Meant to Say" (2004年)
- "Christmas Time" (2004年)
- "I'll Make a Man Out of You" (2004年)
- "Whenever You're in Trouble" (2011年)
- "Could She Be Mine" (2014年)

### ダニー&マリー
- 『愛の散歩道』 - I'm Leaving It All Up to You (1974年、Kolob/MGM)
- 『想い出のバラード』 - Make the World Go Away (1975年、Kolob/MGM)
- 『ディープ・パープル - ダニー&マリーTVショー』 - Featuring Songs from Their Television Show (1976年、Kolob/MGM)
- 『ニュー・シーズン』 - New Season (1976年、Kolob/Polydor)
- 『ソウル・アンド・インスピレイション』 - Winning Combination (1977年、Kolob/Polydor)
- 『ゴーイン・ココナッツ』 - Goin' Coconuts (1978年、Kolob/Polydor) ※サウンドトラック
- A Broadway Christmas (2010年、HiFi)
- Donny & Marie (2009年、Decca)

### ダニー&マリーのシングル
- 「愛の散歩道」 - "I'm Leaving It (All) Up To You" (1974年)
- 「二人の祈り」 - "Morning Side of the Mountain" (1974年)
- 「想い出のバラード」 - "Make the World Go Away" (1975年)
- 「ディープ・パープル」 - "Deep Purple" (1975年)
- 「リアル・シング」 - "Ain't Nothing Like the Real Thing" (1976年)
- 「ソウル・アンド・インスピレイション」 - "(You're My) Soul and Inspiration" (1977年)
- "Baby, I'm Sold on You" (1978年)
- "I Want to Give You My Everything" (1978年)
- 「オン・ザ・シェルフ」 - "On the Shelf" (1978年)
- "Vegas Love" (2009年)
- "The Good Life" (2011年)
- "A Beautiful Life" (2011年)